# 琴塔洛
琴塔洛（義大利語：Centallo），是意大利库内奥省的一个市镇。总面积42平方公里，人口6765人，人口密度161.1人/平方公里（2009年）。ISTAT代码为004061。